# Скиллачи, Сальваторе
Сальвато́ре «Тото́» Скилла́чи (итал. Salvatore "Totò" Schillaci; 1 декабря 1964, Палермо — 18 сентября 2024, Палермо) — футболист, нападающий сборной Италии в 1990—1991 годах. Лучший бомбардир и лучший игрок чемпионата мира 1990 года.

## Биография
Сальваторе Скиллачи родился 1 декабря 1964 года в Палермо (Италия). Будучи родом из бедной семьи, Скиллачи начал играть за любительскую команду своего родного города, «Амат Палермо». Затем он подписал контракт в 1982 году с сицилийским клубом «Мессина», где играл до 1989 года и показал бомбардирские способности, а также стал лучшим бомбардиром Серии B сезона 1988/1989 с 23 голами.
Дебютировал в сборной Италии 31 марта 1990 года в товарищеском матче против сборной Швейцарии в Базеле. Перед домашним чемпионатом мира 1990 года Скиллачи не рассматривался как основной нападающий сборной Италии, к началу турнира в его активе была всего одна игра за сборную, но, забив мяч в первом матче после выхода на замену, в дальнейшем закрепился в составе и стал лучшим бомбардиром турнира с шестью голами. Скиллачи был признан лучшим футболистом чемпионата мира. После чемпионата мира он сыграл за сборную всего 8 матчей и забил один мяч. Последний раз за сборную Италии нападающий сыграл 25 сентября 1991 года. Таким образом, карьера Скиллачи в сборной Италии продолжалась менее 1,5 лет.
В 1989—1992 годах Скиллачи выступал за «Ювентус», после чего перешёл в миланский «Интер». В 1994 году отправился в японский клуб «Джубило Ивата», за который выступал до 1997 года, где и завершил карьеру.
В 2022 году у Скиллачи был диагностирован рак толстой кишки. В сентябре 2024 года он был госпитализирован с предсердной аритмией. Умер 18 сентября 2024 года в возрасте 59 лет.
Похоронен в Палермо.

### Голы за сборную
Счета и список результатов. Голы Италии показываются в первую очередь.
| #  | Дата         | Место проведения | Соперник     | Счёт | Результат     | Соревнование               |
| -- | ------------ | ---------------- | ------------ | ---- | ------------- | -------------------------- |
| 1. | 9 июня 1990  | Рим              | Австрия      | 1-0  | 1-0           | ЧМ-1990, группа A          |
| 2. | 19 июня 1990 | Рим              | Чехословакия | 1-0  | 2-0           | ЧМ-1990, группа A          |
| 3. | 25 июня 1990 | Рим              | Уругвай      | 1-0  | 2-0           | ЧМ-1990, 1/8 финала        |
| 4. | 30 июня 1990 | Рим              | Ирландия     | 1-0  | 1-0           | ЧМ-1990, 1/4 финала        |
| 5. | 3 июля 1990  | Неаполь          | Аргентина    | 1-0  | 1-1, пен. 3-4 | ЧМ-1990, 1/2 финала        |
| 6. | 7 июля 1990  | Бари             | Англия       | 2-1  | 2-1           | ЧМ-1990, матч за 3-е место |
| 7. | 5 июня 1991  | Осло             | Норвегия     | 1-2  | 1-2           | ОЧЕ-1992, группа 3         |

## Титулы и достижения

### Командные
Мессина
- Чемпион Италии в Серии С1: 1985/1986

Ювентус
- Обладатель Кубка Италии 1989/1990
- Обладатель Кубка УЕФА 1989/1990

Интернационале
- Обладатель Кубка УЕФА 1993/1994

Сборная Италии
- Бронзовый призёр чемпионата мира: 1990

### Личные
- Лучший бомбардир Серии B: 1988/1989
- Лучший бомбардир чемпионата мира («Золотая бутса» ФИФА): 1990
- «Золотой мяч» ФИФА лучшему футболисту чемпионата мира: 1990
- Входит в символическую сборную чемпионата мира 1990
- Второй игрок Европы по версии France Football: 1990